# William Kneale
William Kneale (Liverpool, 22 giugno 1906 – Grassington, 24 giugno 1990) è stato un logico, filosofo e storico della logica britannico.
La sua notorietà derivò principalmente dalla pubblicazione del volume intitolato The Development of Logic, edito nel 1962 insieme alla moglie Martha Kneale, considerato un'opera di riferimento nell'ambito della logica formale.

## Biografia
Kneale frequentò le scuole superiori di Liverpool prima di essere ammesso al Brasenose College di Oxford grazie a una borsa di studio in filologia classica. Laureatosi nel '25 e nel '27, trascorsi alcuni semestri a Parigi e a Friburgo in Brisgovia, dove assistette alle lezioni di Edmund Husserl. Dopo i primi incarichi di docenza ad Aberdeen e Newcastle, nel '32 divenne fellow dell'Exeter College di Oxford. Molto amico di Gilbert Ryle, supportò quest'ultimo e il filosofo del linguaggio John Langshaw Austin nei loro sforzi di riorientamento della filosofia ad Oxford. Purtuttavia, egli non è considerato uno dei rappresentanti della filosofia del linguaggio naturale, nota anche come Filosofia di Oxford. 
Nel 1938 sposò Martha Hurst, docente di filosofia e borsista presso la Lady Margaret Hall. La coppaie ebbe due figli: lo statistico George Kneale e la filosofa Jane Heal. 
Martha Hurst Kneale, esperta di filosofia antica, riprese i capitoli sulla logica dell'Antica Grecia nel progetto editoriale del volume The Development of Logic, al quale entrambi lavorarono per circa dieci anni. 
Nel 1960, Kneale successe a JL Austin come professore di filosofia morale. Nell'anno accademico 1963-1964 Kneale divenne presidente della British Society for the Philosophy of Science . Nel 1964 fu eletto presidente di una commissione che si fece promotrice di un'importante riorganizzazione degli studi a Oxford. Nel 1966 si ritirò dall'insegnamento, probabilmente a causa di una malattia. Dal 1971 al 1972 fu vicepresidente della British Academy, di cui era stato eletto membro nel 1950. Kneale morì nel 1990.

## Attività
Kneale iniziò ad occuparsi di storia della logica a partire dal 1940. Il suo primo lavoro in questo campo esaminò la storia della ricezione del  fondatore della logica formale George Boole. Il suo primo articolo sull'argomento, intitolato Boole and the Revival of Logic, fu pubblicato dalla rivista Mind nel 1948. Come filosofo della scienza, Kneale si dedicò anche alla teoria della probabilità e al ragionamento induttivo. Scrisse anche alcune opere sulla logica filosofica, in particolare sulla teoria della verità nei linguaggi naturali e sulla trattazione linguistica dei paradossi logici.
L'opera Development of Logicsi svolse negli anni dal 1947 al 1957 in stretta collaborazione con la moglie Martha, che scrisse i capitoli sulla logica dell'antica Grecia. L'opera rappresenta la storia della logica in lingua inglese più completa del XX secolo e può essere confrontata solo con la Formirovanie matematicheskoj logiki, pubblicata nel 1967 da NI Styazhkin. Sebbene i coniugi Kneale avessero coperto l'intera storia della logica, essi dedicarono uno spazio relativamente ampio ad Aristotele e Gottlob Frege. L'opera può quindi essere vista come un fattore che contribuì alla riscoperta del pensiero di Frege alla fine degli anni Sessanta ad Oxford, al pari di quanto fece Michael Dummett.
Oltre alle due monografie Development of Logic e 'Probability and Induction, Kneale redasse oltre quaranta articoli nell'ambito della metafisica, filosofia della mente, filosofia della scienza, epistemologia e logica filosofica. Il più influente  fu The Province of Logic, un articolo piuttosto breve apparso in un volume del 1956 destinato a presentare la filosofia britannica contemporanea in autoritratti. In questo articolo, Kneale generalizzò l'idea di regole di inferenza che muovono da una relazione tra proposizioni individuali a una relazione inferenziale astratta tra insiemi di proposizioni, simile al calcolo di un sequente di Gentzen.

## Pubblicazioni
Di seguito è riportata una selezione delle più importanti pubblicazioni di Kneale:
- Boole and the revival of logic, in: Mind 57, 149-175, 1948.
- Probability and Induction, Oxford, Clarendon Press, 1949, nachgedruckt 1952,1963.
- Boole and the algebra of logic, in: Notes and Records of the Royal Society of London 12,53-63, 1956.
- The province of logic, in H.D. Lewis, Contemporary British Philosophy, Third series (London, Allen & Unwin; New York, Humanities Press), 235-261, 1956.
- Gottlob Frege and mathematical logic, in A. J. Ayer, et al., The Revolution in Philosophy (Londra, Macmillan), 26-40, 1956.
- con Martha Kneale, The Development of Logic, Oxford, Clarendon Press, 1962. ²1984,  ISBN 0-19-824773-7, Google-Books
  - in: Geschichte der Logik von den Anfängen im antiken Griechenland bis zu den philosophischen Entwicklungen von Logik u. Mathematik nach Gottlob Frege (1848–1925). Mit Auswahl-Bibliographie u. Register. Oxford, Clarendon Press, 1978.
- Russell's paradox and some others, British Journal for the Philosophy of Science 22, 321-328, 1971. Ristampato in:  G.W. Roberts, Bertrand Russell Memorial Volume (Londra, Allen & Unwin; New York, Humanities Press), 34-51.